# (137802) 1999 YT
1999 واي تي (ويعرف أيضًا باسم (137802) 1999 واي تي وفق تسمية الكوكب الصغير) (بالإنجليزية: 1999 YT)‏ هو كويكب ضمن حزام الكويكبات؛ وترتيبه 137802 من حيث الاكتشاف.
اكتُشف هذا الجُرم الفلكي بواسطة بحث لنكولن عن الكويكبات القريبة من الأرض في 16 ديسمبر 1999.

## وصلات خارجية
- (137802) 1999 YT في قاعدة بيانات مختبر الدفع النفاث لأجرام النظام الشمسي الصغيرة

- الاكتشاف · مخطط المدار ·  العناصر المدارية · المعلمات المادية

- (137802) 1999 YT على موقع ويكي سكاي: DSS2, SDSS, GALEX, IRAS, Hydrogen α, X-Ray, Astrophoto, Sky Map, Articles and images